# Friedrich Wilhelm Kühlmorgen
Friedrich Wilhelm Kühlmorgen (* 20. Mai 1851 in Löbau; † 12. Oktober 1932 in Dresden) war ein deutscher Jurist und konservativer Politiker. Von 1891 bis 1907 gehörte er der II. Kammer des Sächsischen Landtags an.

## Leben und Wirken
Der Sohn des Getreidehändlers Friedrich Moritz Kühlmorgen in Löbau studierte von 1873 bis 1877 an der Universität Leipzig die Rechtswissenschaften. Im September 1877 wurde er Akzessist am Amtsgericht Zschopau und trat zugleich eine Hilfsstelle bei dem Advokaten Meyer in Zschopau an. Mit seinem Wechsel als Hilfsreferendar beim Gerichtsamt Zwickau stieg er 1878 in den Staatsdienst ein. 1879 wurde er dort Referendar, im November 1882 Assessor bei der Staatsanwaltschaft Zwickau und im April 1883 Assessor und Hilfsrichter beim Amtsgericht Reichenbach. Im Oktober 1884 wurde er in die erzgebirgische Kleinstadt Scheibenberg versetzt, wo er das Amtsgericht zunächst interimistisch verwaltete, im Juni 1885 aber als Amtsrichter vollständig übertragen erhielt. Im April 1898 wurde er zum Amtsgerichtsrat befördert.
Von 1891 bis 1907 war er als Vertreter des 35. städtischen Wahlkreises für den Konservativen Landesverein Abgeordneter der II. Kammer des Sächsischen Landtags, von 1893 zusätzlich Stadtverordneter in Scheibenberg. Im September 1900 verlangten der Annaberger Superintendent Schmidt und der Regierungsassistent Freiherr von Welck die Versetzung Kühlmorgens, da dieser ohne Rücksicht auf seine am Schwachsinn leidende Frau Johanne geb. Klötzer (1854–1910) ein Verhältnis mit seiner Wirtschafterin Anna Luisa Hille habe und somit ein schlechtes moralisches Beispiel abliefere. Der Forderung entsprechend wurde er im Oktober 1900 als Amtsgerichtsrat nach Dresden versetzt, wo er im Juni 1904 zum Oberamtsrichter in Blasewitz und im Mai 1909 zum Oberjustizrat befördert wurde. Seit April 1920 war er als Amtsgerichtsdirektor Stellvertreter des Präsidenten am Amtsgericht Dresden. 1922 wurde er in den Ruhestand versetzt, jedoch war er 1926 bis 1928 nochmals als Hilfsrichter im Grundbuchamt des Dresdner Amtsgerichts tätig.